# 蛋捲冰淇淋
蛋捲冰淇淋，香港稱為雪糕筒或甜筒，是一種冷凍甜食。它是冰淇淋的一種，將威化做成圓錐形桶狀盛放蛋捲冰淇淋，以取代碗和勺子。蛋捲冰淇淋通常會使用威化作為主材料，不過有時也會採用華夫、椒鹽卷餅等食材替代。

## 歷史
1825年，在法國人朱利安·亚湘帕（Julien Archambault）的一本烹飪書中就提到了可食用的蛋捲。另一個早期的書面文本是1888年英國人艾格尼絲·馬歇爾的著作《A·B·馬歇爾女士的烹飪書》（Mrs. A. B. Marshall's  Cookery Book），書中寫道：“圓錐桶由杏仁製成並經過烤箱烘培”。
在美國，冰淇淋甜筒的流行出現在20世紀的第一個十年間。1904年12月13日，一個叫做Italo Marchioni的紐約人以盛放冰淇淋的糕點杯註冊了第746971號美國專利。此人聲稱自1896年開始他就在銷售可食用的糕點杯了。然而其專利並不是現在的圓錐狀筒，並在一場指控圓錐筒製造商侵權的訴訟中敗訴。也有人認為某一場世界博覽會上的華夫製造商Ernest A. Hamwi才是其創發明人。

## 商業化
早期的冰淇淋蛋捲是手工捲成的。1912年一個美國俄勒岡州波特蘭的發明家弗雷德里克·布魯克曼（Frederick Bruckman）發明了捲圓錐筒的機器，1928年他將自己的公司出售給納貝斯克。